# Goyescas (pel·lícula)
|  | Per a altres significats, vegeu «Goyescas». |

Goyescas és una pel·lícula musical espanyola dirigida per Benito Perojo en 1942 i protagonitzada per Imperio Argentina, Rafael Rivelles i Armando Calvo. La pel·lícula és una adaptació de l'òpera Goyescas d'Enric Granados, qui alhora es va inspirar en els cartrons per a tapissos de Francisco Goya. La música fou adaptada per José Muñoz Molleda afegint coples de Rafael de León i Manuel Quiroga.

## Sinopsi
Ambientada a Madrid, entre fins del segle xviii i principis del XIX. La comtessa de Gualda i la famosa cançonetista Petrilla s'assemblen molt físicament, tant que molta gent les confon. Però un dia descobreixen que estimen al mateix home, el marquès de Nuévalos, sorgirà entre elles una terrible rivalitat que resoldran a base de coples i episodis que recreen les pintures de Goya.

## Repartiment
- Imperio Argentina com Petrilla / Condesa de Gualda.
- Rafael Rivelles com Fernando Pizarro.
- Armando Calvo com Luis Alfonso de Nuévalos.
- Manolo Morán com Amo del mesón.
- Marta Flores com Pepa, La Gitana.
- Juan Calvo com Bandit 1.
- Xan das Bolas com Miguel.
- Ramón Martori com Corregidor.
- Antonio Casas com a Paquiro.
- José Latorre com Ministre.
- Manuel Requena com Ventero.
- Eloísa Muro com Reina.
- María Vera com Maja.
- Marina Torres com Donzella de la condesa.
- Antonio Bayón com Bandit 2.
- Carmen Ponce de León com Dona.

## Premis
La pel·lícula va rebre el premi de la biennal a la 10a Mostra Internacional de Cinema de Venècia (1942). També va rebre el sisè premi als Premis del Sindicat Nacional de l'Espectacle de 1943.